# Jan Celliers
Jan François Elias Celliers (né le 12 janvier 1865 près de Wellington (Afrique du Sud) dans la colonie du Cap et décédé le 1er juin 1940 à Johannesburg au Transvaal) était un écrivain, dramaturge et essayiste ainsi qu'un poète, issu de la communauté afrikaner.
Après une enfance au Cap, Celliers et ses parents s'étaient installés à Pretoria au Transvaal en 1874 où son père avait fondé un journal De Volksstem. Après une scolarité à l'école anglaise de Pretoria, Celliers fit ses études secondaires à Stellenbosch et à Wellington. 
En 1891, il entra à la direction de l'éducation du Transvaal. 
Quand la seconde guerre des Boers fut déclenchée en 1899, Celliers combattit à Colesburg près de Kimberley. Il échappa aux troupes britanniques en revêtant des habits de son épouse. Il parvint à quitter l'Afrique du Sud et à se réfugier temporairement en Europe avec sa famille. En 1907, après avoir terminé des études en littérature, il rentra dans son pays, alors colonie de la couronne britannique, pour être employé par la direction des affaires intérieures. 
De 1919 à 1929, il fut professeur de littérature à l'université de Stellenbosch. 
Comme Totius et Louis Leipoldt, Celliers fut l'auteur d'essais et de poèmes en langue afrikaans, relatifs au martyre des femmes et enfants Afrikaners dans les camps de concentration britannique durant la guerre des Boers. 
Son poème le plus célèbre est Die Vlakte en ander gedigte (1908).  